# Mukilteo (Ferrocarril Regional Sounder)
La Mukilteo es una estación en la Línea North del Ferrocarril Regional Sounder, administrada por Sound Transit. La estación se encuentra localizada en  920 First Street en Mukilteo, Washington. La estación de Mukilteo fue inaugurada el 19 de mayo de 2008.

## Descripción
La estación Mukilteo cuenta con 1 plataforma lateral.

## Conexiones
La estación es abastecida por las siguientes conexiones de autobuses: 
- Washington State Ferries, Community Transit, Everett Transit